# Ва (самоврядна зона)
Ва (бірм. ဝ ကိုယ်ပိုင် အုပ်ချုပ် ခွင့် ရ တိုင်း wa̰ kòbàɪɴ ʔoʊʔtɕʰoʊʔ kʰwɪ̰ɴja̰ táɪɴ) — самоврядна зона в штаті Шан (національний округ) М'янми, де проживає однойменна народність ва. Самокерована зона ділиться на 6 повітів. Створена в 2008 році.